# Лещинська Жанна Валеріївна
Жанна Валеріївна Лещинська (16 грудня 1973, Київ) — українська дипломатка. Тимчасовий повірений у справах України в Китайській Народній Республіці (2021-2023).

## Життєпис
У 1996 році закінчила Київський національний лінгвістичний університет, факультет німецької мови. На дипломатичній роботі працювала консулом України в КНР, заступницею директора департаменту — начальницею відділу Департаменту країн Азіатсько-Тихоокеанського регіону Міністерства закордонних справ України. Т.в.о. Директора департаменту країн Азіатсько-тихоокеанського регіону Міністерства закордонних справ України.
Перший секретар Посольства України в КНР. З 15 лютого 2021 року — Радник-посланник, Тимчасово повірена в справах України в КНР

## Дипломатичний ранг
- Надзвичайний і Повноважний Посланник другого класу (2016)[13].
- Надзвичайний і Повноважний Посланник першого класу (2023)[14].